# Arboroasa
Arboroasa a fost o societate a studenților români din Cernăuți, capitala Ducatului Bucovinei din Austro-Ungaria. Ea a funcționat între anii 1875 – 1877 și a atras mai multe zeci de participanți în activitățile sale, care au fost de natură atât culturală, cât și patriotică. O figură centrală în cadrul grupului a fost compozitorul Ciprian Porumbescu. 
Arboroasa a fost desființată de către autoritățile imperiale, iar conducerea arestată după ce unii membri au trimis două telegrame cu caracter politic Vechiului Regat. Cu toate acestea, un an mai târziu, organizația a fost în mare parte reconstituită sub numele de Societatea Academică Junimea.

## Fondare și activitate
Societatea, căreia i s-a dat un nume vechi al Bucovinei, acela al hatmanului Luca Arbore, a fost înființată la 22 decembrie 1875, la nou-creata Universitate din Cernăuți. În același timp, organizațiile similare au fost înființate de către studenții germani, polonezi și ruteni ca grupuri pan-naționale. Inițiatorul Arboroasei, Teodor V. Ștefanelli, a fost membru al societății România Jună și a folosit statutul acelui grup ca un model pentru noua organizație. Scopul său declarat a fost de a îmbunătăți simțirea patriotică, literară și culturală a membrilor, de a dezvolta un spirit social și de a-i ajuta pe membrii mai săraci, inclusiv asistență medicală gratuită în caz de boală.
Printre liderii săi s-au aflat studenții Ciprian Porumbescu, Gherasim Buliga, Ion Topală, Zaharia Voronca, Orest Popescu și Dimitrie Onciul. Ei doreau să consolideze identitatea și să ridice prestigiul românilor din Bucovina. În acest scop, au organizat conferințe referitoare la literatura și istoria națională, precum și serate muzicale și literare pe teme românești; au înființat o bibliotecă și săli de lectură; și au menținut legături cu alte societăți studențești din Vechiul Regat Român și din Transilvania. Buliga a fost primul președinte, urmat de Porumbescu. Motto-ul organizației a fost compus de către Vasile Alecsandri (Uniți să fim în cugete, uniți în Dumnezeu), membrii purtau o panglică în culorile albastru-galben-roșu ale tricolorului românesc, iar imnul oficial a fost scris de Ștefanelli și pus pe muzică de Porumbescu.
Inițial, s-au alăturat Arboroasei 44 din cei 53 de studenți români din Cernăuți. Societatea a fost finanțată prin cotizații percepute membrilor ei, precum și prin donații din partea susținătorilor; alte categorii de membri erau fondatorii, susținătorii, membrii de onoare și cei extraordinari. În 1877, aflând din declarațiile de presă că guvernul român a hotărât să aloce 1000 de lei pentru organizațiile culturale aflate în afara granițelor țării, conducerea Arboroasei a cerut o parte din acești bani și a primit 250 de lei. În aceeași vară, în timp ce Armata Română obținea victorii în Războiul de Independență, membrii Arboroasei au fost bucuroși, sărbătorind succesele „fraților ce luptau dincolo”. În același timp, autoritățile din Bucovina au primit instrucțiuni de la Viena pentru a colecta fonduri pentru ostașii răniți din tabăra otomană.

## Desființare și moștenire culturală
La 1 octombrie 1877, membrii societății au trimis o telegramă de condoleanțe Primăriei orașului Iași din România, cu scopul de a marca cei 100 de ani trecuți scurși de la decapitarea domnului Grigore al III-lea Ghica, care a refuzat să cedeze teritoriul Bucovinei către statul austriac. O a doua telegramă, de această dată de felicitare, a fost trimisă în capitala românească București pentru a marca căderea Plevnei în timpul războiului. Ținând seama și de subvențiile primite din partea României, autoritățile imperiale austriece au considerat aceste două telegrame ca fiind acte de trădare și au desființat societatea pe 11 noiembrie. Această acțiune a determinat o reacție puternică în presa de limbă română atât în Oradea (oraș aflat atunci pe teritoriul Ungariei), cât și la Iași și București. În special, un articol de C.A. Rosetti publicat în mod repetat în Românul a creat agitație în cercurile diplomatice din București și a atras, de asemenea, o notificare oficială din partea guvernului de la Viena. O percheziție desfășurată la sediul Arboroasei a scos la iveală documente compromițătoare din partea unor societăți din orașele transilvănene Blaj și Gherla, precum și de la Viena..
Comitetul de conducere, format din Porumbescu, Voronca, Constantin Morariu, Orest Popescu și Eugen Sireteanu, a fost arestat. După un proces care a avut loc la Cernăuți la începutul lunii februarie 1878, acuzații au fost achitați prin verdictul unanim al juriului și au fost eliberați după ce au fost ținuți în închisoare timp de unsprezece săptămâni. În timpul șederii în închisoare Porumbescu s-a îmbolnăvit de tuberculoză, boală care i-a adus mai târziu moartea. Procesul a atras atenția lui Mihai Eminescu, care a scris despre ceea ce considera că ar fi politici greșite adoptate de curtea imperială de la Viena față de românii din Bucovina. În ciuda achitării, conducătorii Arboroasei au fost plasați sub supraveghere și au trebuit să se limiteze la organizarea doar de manifestări culturale. Cu toate acestea, după câteva luni, studenții români din Bucovina și-au sporit activitatea organizatorică. În decembrie 1878 a fost constituit un nou grup denumit Societatea Academică Junimea; el a continuat obiectivele stabilite de Arboroasa și a fost format în mare parte din aceiași membri.

## Arboroasa după desființarea URSS
După desființarea U.R.S.S., societatea a fost reînființată în anul 1990, de istoricul și jurnalistul român Dumitru Covalciuc, care a devenit președintele Societății. Societatea funcționează și în prezent, după trecerea acestuia la Domnul în 23.XII.2017, având ca obiectiv: păstrarea identității naționale a românilor din nordul Bucovinei.

## Legături externe
- Ultimele știri din presa românească despre „Arboroasa” la Newskeeper
- Societatea „Arboroasa” și Mihai Eminescu